# Mặt trời giả 120°

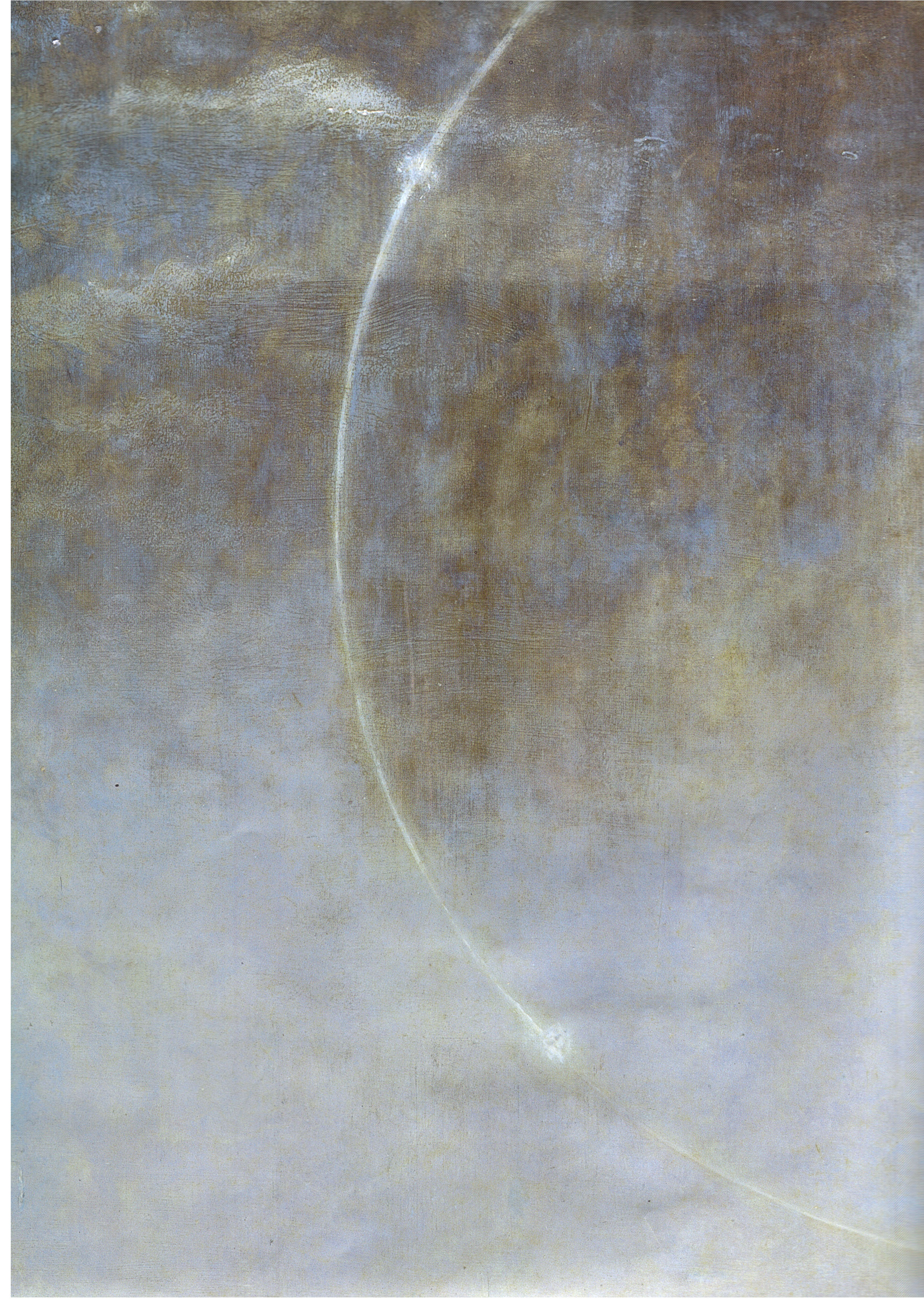
Một mặt trời giả 120° (điểm sáng bên trên) được mô tả trong bức tranh Vädersolstavlan.

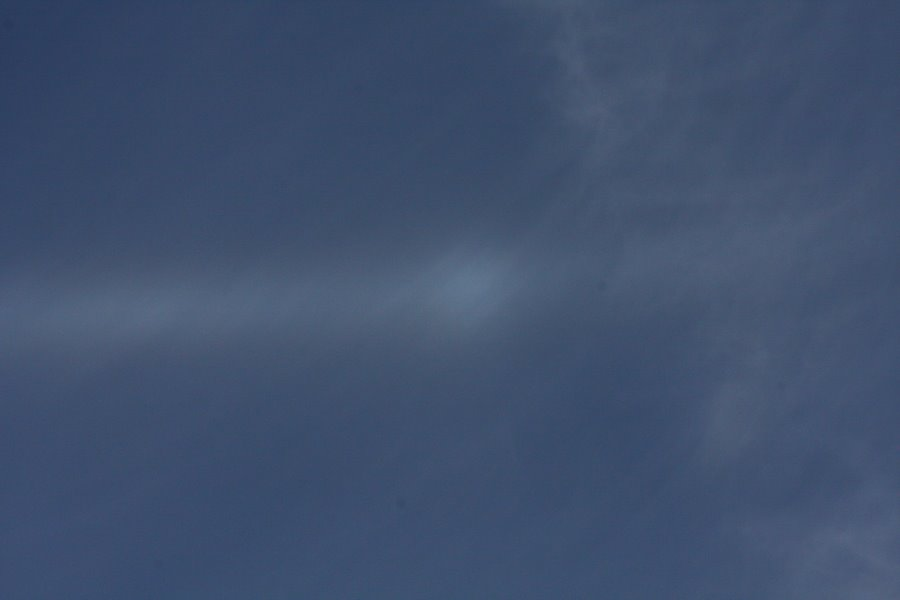
Mặt trời giả 120° mờ nhạt trên vòng tròn parhelic.

Mặt trời giả 120° (Tiếng Anh: 120° parhelion, số nhiều: 120° parhelia) là một loại hào quang đặc biệt tương đối hiếm gặp, một hiện tượng quang học khí quyển thỉnh thoảng xuất hiện cùng với những mặt trời giả bình thường rất sáng (parhelia) khi những đám mây ti bão hòa tinh thể băng lấp đầy bầu khí quyển. Mặt trời giả 120°Có tên gọi như vậy vì chúng xuất hiện theo cặp trên vòng tròn parhelic ở vị trí ±120° từ mặt trời.
Khi có thể trông thấy, mặt trời giả 120° xuất hiện dưới dạng các điểm sáng màu trắng-xanh nhạt trên vòng tròn parhelic màu trắng và là kết quả của ít nhất hai lần phản xạ bên trong trong các tinh thể băng hình lục giác. Màu sắc nhạt của chúng cùng với việc chúng khá mờ có thể khiến việc quan sát chúng trở nên khó khăn vì chúng có xu hướng lẫn vào với những đám mây trên bầu trời.